# Kanal (građevina)
Kanal označava umjetno izgrađen vodotok ili prirodni vodotok, koji je promijenjen građevinskim zahvatom.
Razlikuju se kanali za navodnjavanje i odvodnju, te kanali za plovidbu.
U nekim gradovima koji se nalaze u neposrednoj blizini mora kanali mogu služiti za odvodnju i prijevozne puteve. Tipični primjeri za gradove s brojnim kanalima su Venecija, Amsterdam ili Sankt-Peterburg.
Kanal može poslužiti brodskim prijevozu kao plovni put.
Kanal može spajati i dva mora, primjeri su Sueski kanal, Korintski kanal, Panamski kanal.

## Vanjske poveznice
- Popis kanala